# Cabalodontia
Cabalodontia Piątek – rodzaj grzybów z rodziny strocznikowatych (Meruliaceae). Rodzaj ten, jak również 5 należących do niego gatunków został zdiagnozowany i opisany przez polskiego mykologa Marcina Piątka.

## Charakterystyka
Grzyby kortycjoidalne o bazydiokarpie rozpostartym, skórzastym lub nieco galaretowatym. Hymenofor gładki, guzowaty lub zębaty. System strzępkowy monomityczny, strzępki ze sprzążkami. Cystydy obecne lub nie. Podstawki wąsko maczugowate, zarodniki elipsoidalne lub kiełbaskowate, w odczynniku Melzera nieamyloidalne.
Opierając się ściśle na morfologii, można rodzaj Cabalodontia uznać za synonim Phlebia lub Steccherinum. Odontia queletii przypomina gatunki Steccherinum, ale różni się monomitycznym układem strzępkowym. Eriksson i in. w 1981 r. zasugerowali także możliwość włączenia Odontia queletii do Mycoacia, rodzaju obejmującego także gatunki Phlebia z zębatym hymenoforem. W analizie molekularnej Parmasto i Hallenberga w 2000 r., Odontia queletii tworzą z Phlebia bresadolae odrębny klad od rdzenia Phlebia. Jednak Odontia queletii ma hymenofor zębaty i liczne, inkrustowane cystydy, podczas gdy Phlebia bresadolae ma hymenofor grudkowaty i nie ma cystyd. Piątek w 2004 r., w oparciu o dane molekularne wygenerowane przez Parmasto i Hallenberga zaproponował włączenie Odontia queletii (jako Cabalodontia queleti) i cztery inne gatunki z półkuli północnej do nowego rodzaju Cabalodontia.

## Systematyka i nazewnictwo
Pozycja w klasyfikacjiMeruliaceae, Polyporales, Incertae sedis, Agaricomycetes, Agaricomycotina, Basidiomycota, Fungi (według Index Fungorum).
Gatunki występujące w Polsce
- Cabalodontia bresadolae (Parmasto) Piątek 2004
- Cabalodontia cretacea (Romell ex Bourdot & Galzin) Piątek 2004
- Cabalodontia subcretacea (Litsch.) Piątek 2004

Nazwy naukowe na podstawie Index Fungorum. Wykaz gatunków według źródła.